# Torre de Salenques
La Torre de Salenques o Gendarme-Torre de Salenques és un cim de 3.111 m d'altitud, amb una prominència de 15 m,que es troba a la Cresta de Salenques, al massís de la Maladeta, província d'Osca (Aragó). És la punta més oriental del grup de les agulles de Salenques.